# Ediciones de la Torre
Ediciones de la Torre es una editorial española, ubicada en Madrid, fundada por José María Gutiérrez de la Torre, en 1975. Tiene un fondo generalista, en el que abundan los libros didácticos.

## Trayectoria
A partir de 1978 empezó a editar su colección Papel Vivo, compuesta por álbumes recopilatorios de autores españoles como Alfonso Font, Florenci Clavé o Adolfo Usero y sobre todo Carlos Giménez, cuya obra recuperó casi en su totalidad.
Su libro Miguel Hernández para niños (1985) adquirió un carácter emblemático. Editaron también ensayos como El Cómic y la fotonovela en el aula (1989), Cómics, títeres y teatro de sombras (1990) y Moros y cristianos en las narraciones infantiles españolas (1995).
En 1996 inauguraron su Biblioteca Nórdica, dando a conocer a autores como Arto Paasilinna.
En 2003, su director, José María Gutiérrez de la Torre, participó en una mesa redonda en la Feria del Libro de Madrid, donde reafirmó su vocación de independencia.